# Джамшедпур
Джамшедпур (на хинди: जमशेदपुर; на английски: Jamshedpur) е град в североизточна Индия, административен център на окръг Източен Сингхбхум и най-голям град на щата Джаркханд. Населението му е около 1 337 000 души (2011).
Разположен е на 135 метра надморска височина в Индо-Гангската равнина, на десния бряг на река Субарнарекха и на 230 километра западно от Колката. Градът е основан през 1919 година край изградения малко преди това първи стоманодобивен завод в страната и носи името на Джамшетджи Тата, основателя на компанията „Тата“. В наши дни Джамшедпур продължава да бъде основен център на тежката промишленост в Индия.

## Известни личности
Родени в Джамшедпур
- Джералд Даръл (1925 – 1995), британски естественик и писател
- Симон Синк (р. 1974), актриса